# カルロス・ムニョス (レーサー)
カルロス・アンドレス・ムニョス（Carlos Andrés Muñoz, 1992年1月2日 - ）は、コロンビア出身のレーシングドライバー。インディ500ではこれまでに2度2位（2013年・2016年）を記録している。

## キャリア

### カート時代
コロンビア・ボゴタ生まれのムニョスは2002年からレーシングカートを始める。

### ジュニアフォーミュラ時代
15歳になった2007年より、フォーミュラTRプロシリーズに参戦。4戦中表彰台を1度だけ獲得し、シーズンを総合8位で終える。

### フォーミュラ・ルノー時代
2008年には、ムニョスはイタリアン・フォーミュラ・ルノー2.0とユーロカップ・フォーミュラ・ルノー2.0に参戦。両シリーズともプレマパワーチームからの参戦だった。イタリアでは12戦中6ポイントを獲得し、総合16位。ユーロでは入賞圏内でレースを終えることはなかった。翌年、ムニョスはユーロフォーミュラとウェスト・ヨーロピアンカップにEPIC・レーシングより参戦。ユーロカップでは総合8位、ウェストヨーロピアンカップではシーズンを通して2度の表彰台フィニッシュを獲得し、総合7位でシーズンを終えた。

### フォーミュラ3時代

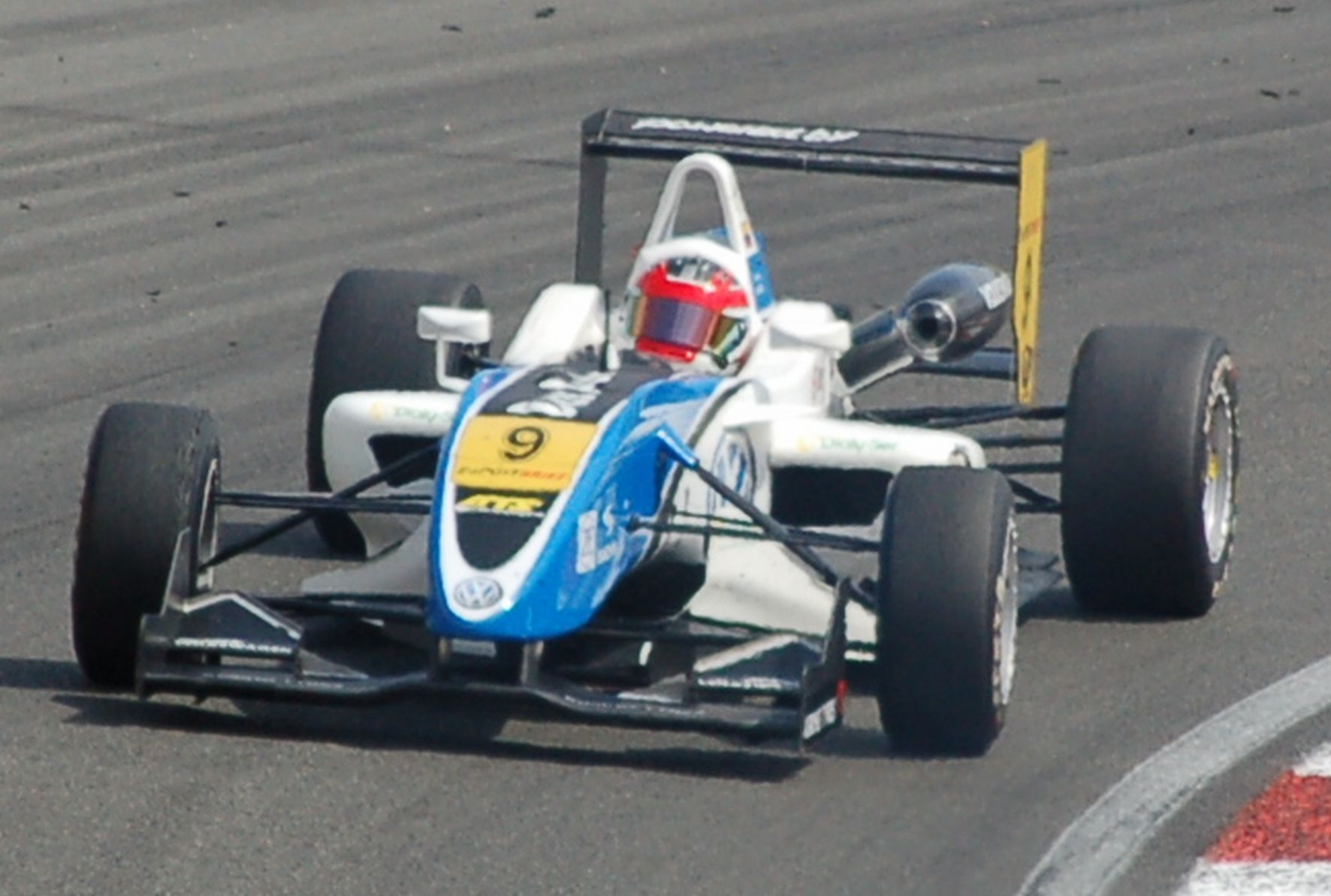
ザントフォールト・サーキットにて（2011年）

フォーミュラルノーと共に、ヨーロッパ・フォーミュラ3選手権にも参戦していた。2010年にはフォーミュラ3・ユーロシリーズに参戦し、ロベルト・メリのチームメイトとして、Mückeモータースポーツより参戦した。ブランズ・ハッチで行われたレースでは2位を獲得し、総合9位でシーズンを終えた。同年にはイギリス・フォーミュラ3選手権にゲストドライバーとして2ラウンド（合計6レース）に出走した。2011年はF3ユーロシリーズに参戦しシーズンを8位で終えた。

### インディ・ライツ
2012年は、ムニョスはアメリカへと戦いの場を移し、アンドレッティ・オートスポーツよりインディ・ライツに参戦した。 オートクラブ・スピードウェイとポールからスタートしたエドモントンでの2勝を含めシリーズ総合5位で終える。2013年も同シリーズに参戦し、2013年のインディ500にも出場した。

### インディカー・シリーズ

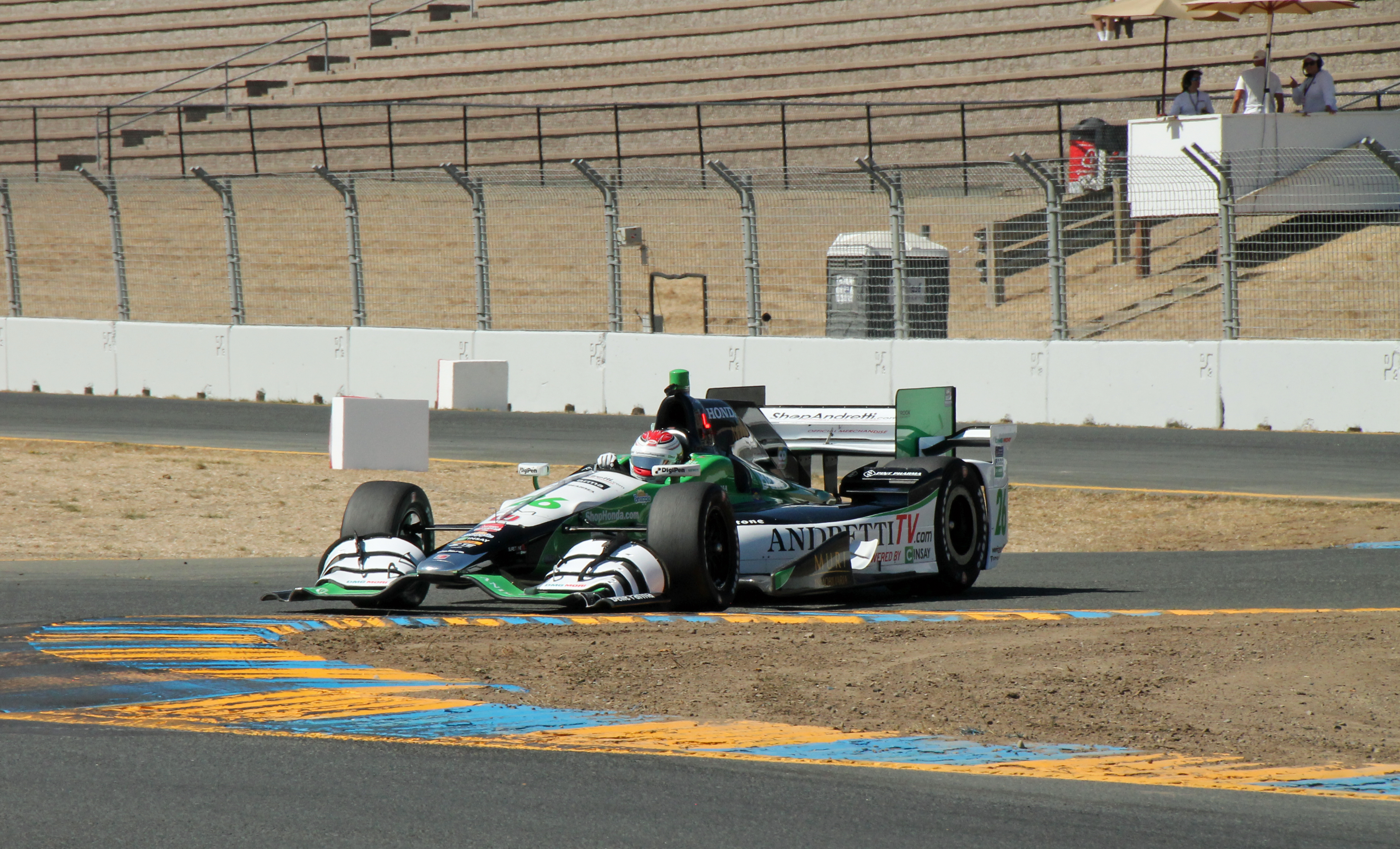
ソノマGPにて（2015年）

2013年のインディ500ではルーキーながらも予選でフロントロウを獲得し、優勝争いにも加わった。最終的には2位でフィニッシュし、その年のインディ500でのルーキー・オブ・ザ・イヤーに輝いた。またトロントのレースでは怪我で欠場したライアン・ブリスコーの代役として出走した。2015年のデトロイトグランプリ・レース1で初優勝を飾る。
2016年のインディ500では優勝したアレクサンダー・ロッシと僅差で敗れ、2度目の2位フィニッシュを果たす。2016年シーズンを持ってアンドレッティ・オートスポーツを離れ、2017年からはA.J.フォイト・エンタープライズより参戦している。

## レース成績

### アメリカン・オープンホイール

#### インディカー・シリーズ
| 年     | チーム                           | シャシー       | エンジン | 1      | 2      | 3      | 4      | 5      | 6       | 7       | 8       | 9      | 10      | 11     | 12     | 13      | 14      | 15     | 16     | 17     | 18    | 19     | 順位 | ポイント |
| ------ | -------------------------------- | -------------- | -------- | ------ | ------ | ------ | ------ | ------ | ------- | ------- | ------- | ------ | ------- | ------ | ------ | ------- | ------- | ------ | ------ | ------ | ----- | ------ | ---- | -------- |
| 2013年 | アンドレッティ・オートスポーツ   | ダラーラ・DW12 | シボレー | STP    | ALA    | LBH    | SAO    | INDY 2 | DET1    | DET2    | TXS     | MIL    | IOW     | POC    | TOR1   |         |         |        |        |        |       | FON 23 | 28位 | 74       |
| 2013年 | パンサー・レーシング             | ダラーラ・DW12 | シボレー |        |        |        |        |        |         |         |         |        |         |        |        | TOR2 17 | MDO     | SNM    | BAL    | HOU1   | HOU2  |        | 28位 | 74       |
| 2014年 | アンドレッティ・オートスポーツ   | ダラーラ・DW12 | ホンダ   | STP 17 | LBH 3  | ALA 23 | IMS 24 | INDY 4 | DET1 7  | DET2 8  | TXS 13  | HOU1 3 | HOU2 22 | POC 3  | IOW 12 | TOR1 17 | TOR2 17 | MDO 4  | MIL 22 | SNM 19 | FON 8 |        | 8位  | 483      |
| 2015年 | アンドレッティ・オートスポーツ   | ダラーラ・DW12 | ホンダ   | STP 14 | NLA 12 | LBH 9  | ALA 6  | IMS 13 | INDY 20 | DET1 1  | DET2 23 | TXS 6  | TOR 22  | FON 11 | MIL 15 | IOW 5   | MDO 9   | POC 5  | SNM 22 |        |       |        | 13位 | 349      |
| 2016年 | アンドレッティ・オートスポーツ   | ダラーラ・DW12 | ホンダ   | STP 8  | PHX 22 | LBH 12 | ALA 14 | IMS 12 | INDY 2  | DET1 6  | DET2 15 | RDA 10 | IOW 12  | TOR 17 | MDO 3  | POC 7   | TXS 7   | WGL 11 | SNM 15 |        |       |        | 10位 | 432      |
| 2017年 | A. J. フォイト・エンタープライズ | ダラーラ・DW12 | シボレー | STP 21 | LBH 7  | ALA 17 | PHX 10 | IMS 15 | INDY 10 | DET1 14 | DET2 11 | TEX 18 | ROA 11  | IOW 20 | TOR 15 | MDO 18  | POC 10  | GMP 9  | WGL 10 | SNM 15 |       |        | 16位 | 328      |

* シーズン中

#### インディ500
| 年     | シャシー | エンジン | スタート | フィニッシュ | チーム                         |
| ------ | -------- | -------- | -------- | ------------ | ------------------------------ |
| 2013年 | ダラーラ | シボレー | 2        | 2            | アンドレッティ・オートスポーツ |
| 2014年 | ダラーラ | ホンダ   | 7        | 4            | アンドレッティ・オートスポーツ |
| 2015年 | ダラーラ | ホンダ   | 11       | 20           | アンドレッティ・オートスポーツ |
| 2016年 | ダラーラ | ホンダ   | 5        | 2            | アンドレッティ・オートスポーツ |
| 2017年 | ダラーラ | ホンダ   | 24       | 10           | A.J.フォイト・エンタープライズ |